# Hybos psilus
Hybos psilus är en tvåvingeart som beskrevs av Yang 1987. Hybos psilus ingår i släktet Hybos och familjen puckeldansflugor. Inga underarter finns listade i Catalogue of Life.